# Goncelin
Goncelin è un comune francese di 2 213 abitanti situato nel dipartimento dell'Isère della regione dell'Alvernia-Rodano-Alpi.

## Società

### Evoluzione demografica
Abitanti censiti

## Storia
Nel 1827 fu scoperto da Achille Chaper un deposito di oggetti in bronzo alla sommità del monte di St Genis o delle Cinque Creste a seguito d'un violento uragano. Esso comprendeva dei braccialetti, falci, spille datate dalla fase media dell'età finale del bronzo (1100-950 a.C.) all'epoca dei primi laboratori dei bronzieri installati sui laghi alpini (Bourget, Annecy, Aiguebelette). È posto vicino a delle vene di rame di St Pierre-d'Allevard e nel deposito si trovano lingotti di rame.

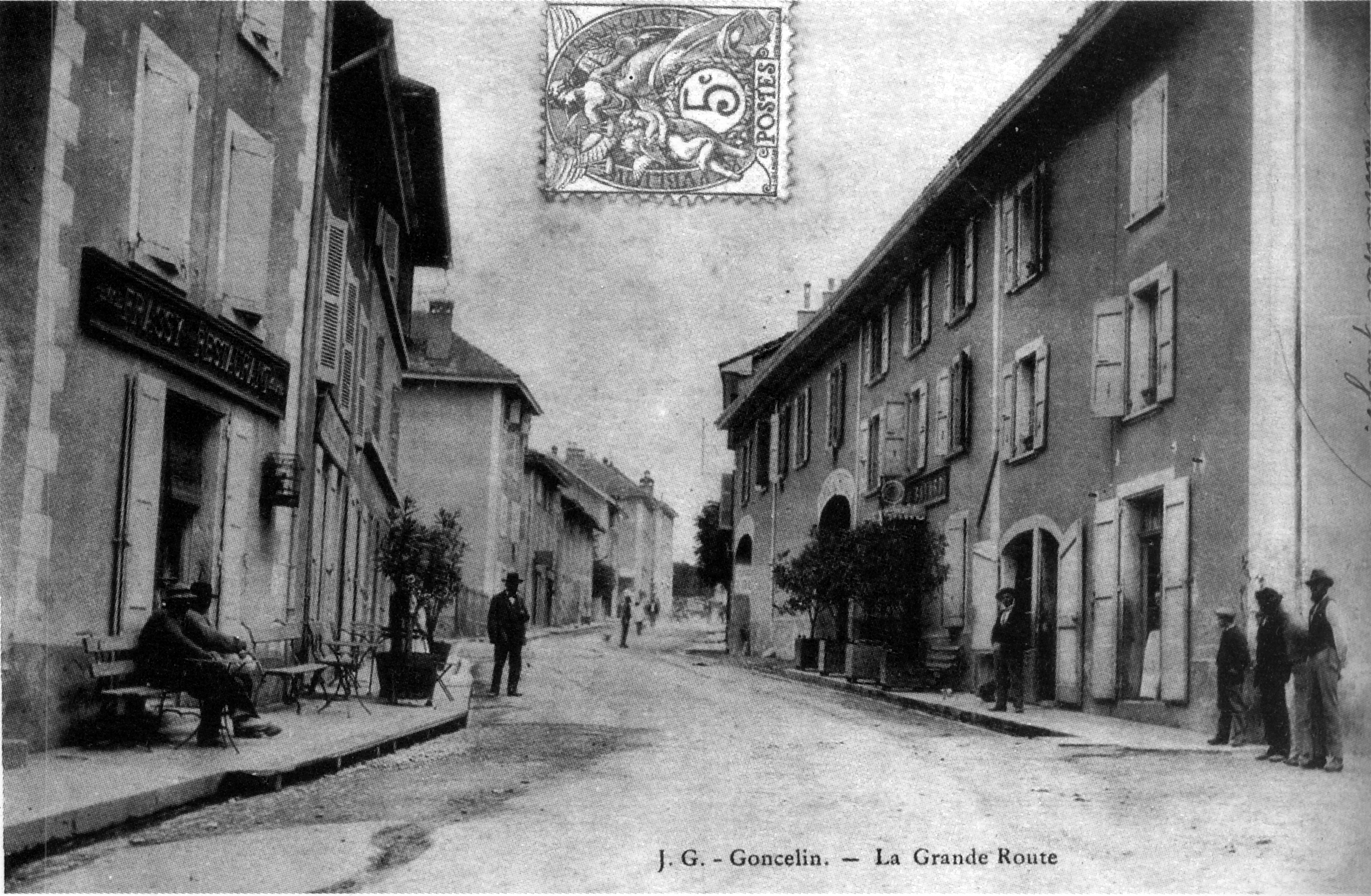
La Grande Route nel 1906.

- Potente città del Medioevo. Si tratta d'un borgo fortificato. Si noti anche la presenza d'una casa-forte appartenente ai Filippo nel 1336:

- Dal Medioevo alla metà del XIX secolo, il porto di Goncelin nella località detta l'Islon, era essenzialmente il porto d'imbarco del minerale di ferro di Belledonne e delle ghise dell'alto forno di Allevard, in direzione delle acciaierie della regione di Rives o della fonderia reale di cannoni di marina di Saint-Gervais.
- Distruzione parziale nel XIX secolo a causa di un violento uragano.